# 堀川波鼓
堀川波鼓（ほりかわなみのつづみ）は、近松門左衛門作の浄瑠璃。3段の世話物。初演座は大阪竹本座、初演年は諸説。

## 概要
鳥取藩士が妻敵を討った事件を脚色したもので、能『松風』をモチーフとして書かれた。『大経師昔暦』『鑓の権三重帷子』とともに、近松三大姦通物の一つ。初演以来、再演の記録がなかったが、1964年に復活公演が行われた。これを映画化したものに『夜の鼓』（今井正監督）があり、新劇では俳優座が『つづみの女』（田中澄江脚本）として上演した。

## あらすじ
鳥取藩士小倉彦九郎の妻・たねは、夫の江戸勤番の折、酒乱のためにふとしたことから過ちを犯し、鼓師宮地源右衛門の子を身ごもる。彦九郎は広がった悪い噂を一喝し、たねの妹ふぢも一計を案じて事を穏便に済まそうとするが、嫁ぎに出た彦九郎の妹ゆらが不義者の身内として離縁されたため、ついにたねに詮議が及ぶ。隠しきれなくなったたねは、夫への忠節を示すため陰腹を割り、非を詫びながら夫の手で絶命する。たねの妻仇を討つべく、彦九郎は復讐に燃える妹らを連れて宮地宅へ討ち入り、本懐を果たすのであった。